# Petaurus breviceps
Petaurus breviceps, conhecido vulgarmente como petauro-do-açúcar, é uma pequena espécie de possum planador, originária do Leste e Norte da Austrália, da Nova Guiné e do Arquipélago de Bismarck. Trata-se de um animal onívoro já que se alimenta de insetos e seiva de plantas. Sua habilidade em planar se deve à existência de uma membrana que liga seus braços às suas pernas formando uma espécie de "asa". Atualmente tem sido adotado como animal de estimação. Esse animal também pode ser encontrado na Tasmânia, onde foi introduzido. Em cativeiro pode sobreviver até 12 anos.

## Taxonomia
Existem sete subespécies de P. breviceps:
- P. b. breviceps (Waterhouse, 1839)
- P. b. longicaudatus (Longman, 1924)
- P. b. ariel (Gould, 1842)
- P. b. flavidus (Tate & Archbold, 1935)
- P. b. papuanus (Thomas, 1888)
- P. b. tafa (Tate & Archbold, 1935)
- P. b. biacensis (Ulmer, 1940)

## Reprodução
O tempo de maturação sexual é de 6 meses, as   fêmeas da espécie do petauro-do-açúcar possuem uma bolsa, onde os filhotes se desenvolvem durante o primeiro mês de vida.

## Como animal de estimação
Em vários países, o petauro-do-açúcar é popular como um animal de estimação exótico e às vezes é referido como um animal de bolso. 

## Distribuição
| Área de distribuição |                     |
| --- | ------------------- |
| \| Vermelho: \| P. b. breviceps \| \| Azul: \| P. b. longicaudatus \| \| Verde escuro: \| P. b. ariel \| \| Amarelo: \| P. b. flavidus \| \| Violeta: \| P. b. papuanus \| \| Verde claro: \| P. b. tafa \| \| Preto: \| P. b. biacensis \| |                     |
| Vermelho: | P. b. breviceps     |
| Azul: | P. b. longicaudatus |
| Verde escuro: | P. b. ariel         |
| Amarelo: | P. b. flavidus      |
| Violeta: | P. b. papuanus      |
| Verde claro: | P. b. tafa          |
| Preto: | P. b. biacensis     |